# Trichoclea deserticola
Trichoclea deserticola är en fjärilsart som beskrevs av Hill 1924. Trichoclea deserticola ingår i släktet Trichoclea och familjen nattflyn. Inga underarter finns listade i Catalogue of Life.